# Kuțivka, Smila
Kuțivka (în ucraineană Куцівка) este o comună în raionul Smila, regiunea Cerkasî, Ucraina, formată numai din satul de reședință.

## Demografie
Componența lingvistică a comunei Kuțivka
     Ucraineană (97,86%)
     Alte limbi (0,95%)
Conform recensământului din 2001, majoritatea populației comunei Kuțivka era vorbitoare de ucraineană (97,86%), existând în minoritate și vorbitori de alte limbi.